# Gomorresina
La gomorresina es una secreción vegetal protectora formada por una mezcla de goma y resina que se emulsiona al mezclarse con agua. Puede contener o no, además, un aceite esencial volátil (gomorresinas con o sin olor).
La gomorresina es blanca y espesa, de naturaleza lechosa que fluye de varias plantas naturalmente o tras practicarles una incisión. Se solidifica tras estar al aire una cantidad de tiempo variable, dependiendo de la planta. Se utiliza como adhesivo natural.